# Edward Said
Edward Wadie Said (1. listopadu 1935, Jeruzalém – 25. září 2003, New York) byl palestinsko-americký představitel kulturálních studií, v nichž rozvíjel to, čemu se říká „postkoloniální teorie“.

## Biografie
Edward Said se narodil 1. 11. 1935 v Jeruzalémě do prosperující rodiny. Rodiče ho pojmenovali po anglickém korunním princi Edwardovi, zároveň však měl arabské příjmení Said, což později zapříčinilo jeho pocity vykořeněnosti a nepatřičnosti, které ho provázely celé dětství a dospívání. V roce 1937 se s rodiči přestěhoval do egyptské Káhiry, do luxusní čtvrti Zamálek obývané především bohatšími imigranty a do roku 1947 také nepravidelně pobývali v Palestině, kde se setkávali s příbuznými.
Saidův otec Wadí Said pocházel z Jeruzaléma, ke kterému měl negativní postoj. V dospělosti emigroval do Spojených států, kde sloužil za 1. světové války v armádě, a stal se americkým občanem. Po devíti letech se na naléhání své matky vrátil do Palestiny. Matka Edwarda Saida Hilda Saidová se narodila v Nazaretu, ačkoli její matka pocházela z Libanonu a ona sama v této zemi studovala. Edward si byl s otcem celý život cizí, k matce měl velmi blízko. Jak sám autor píše ve své autobiografii Nikam jsem nepatřil, ani tento vztah nebyl bezproblémový, protože Hilda Saidová byla velmi rozporuplná žena a její láska k dětem se střídala s krutou kritikou. Matka na Edwarda mluvila arabsky i anglicky, vyrůstal tak jako bilingvní dítě a nikdy nedokázal určit, který jazyk ovládal jako první. Celá rodina praktikovala protestantské křesťanství, Saidův dědeček byl baptistickým kazatelem v Nazaretu.
Said byl i politickým aktivistou, angažoval se ve věci práva Palestinců na sebeurčení. Prosazoval jejich rovnoprávnost v rámci Izraele.
Často též kritizoval americkou zahraniční politiku, zejména v souvislosti s válkou v Iráku. Edward Said byl také jedním z vůdčích literárních kritiků poslední čtvrtiny 20. století.
Byl považován za vyčnívajícího představitele poststrukturalistů.
Said se v roce 1962 oženil s Maire Jaanus, ale o pět let později se nechal rozvést. Jeho druhou ženou byla Mariam Cortas, kterou si vzal v roce 1970 a se kterou měl dvě děti.
Během svého života získal 20 čestných doktorátů a několik prestižních ocenění. V roce 1998 se stal prvním americkým nositelem Al Owais Award, ceny za úspěchy na poli arabské kultury a umění, mimo to mu bylo udělena například cena Lannan Literary Award za celoživotní dílo nebo Bowdoin Award udílená Harvardovou univerzitou.
Edward Said zemřel 25. září 2003 v New Yorku na následky leukémie.
Jeho nejznámější prací je kniha Orientalismus, ve které se inspiroval Foucaultovou teorií diskurzu. Prohlásil, že „Východ“ je diskurzivní konstrukt Západu, jehož cílem je udržet západní hegemonii. Ve skutečnosti podle Saida žádný soudržný celek Východu nikdy neexistoval ani kulturně, ani politicky a každá oblast reagovala na kolonialismus a imperialismus zcela osobitě. Podle Saida kolonialismus nebyl jednosměrný, kolonizovaná území také silně ovlivnila kulturu kolonizátorů.

## Vzdělání a kariéra
Školní docházku zahájil Edward Said v Káhiře v britské prestižní přípravné škole a v roce 1946 nastoupil do Káhirské školy pro americké děti. Během pobytu rodiny v Palestině navštěvoval školu sv. Jiří v Jeruzalémě, kde studoval mimo jiné také jeho otec a většina rodiny. Jako žák byl Edward velmi zvídavý a bystrý, ale měl však problém s pravidly, a proto pro něj otec vytvořil přísný režim mimoškolního vzdělání. Díky otcově důkladnosti ovládal i řadu sportů, mimo jiné tenis, box, kriket, fotbal a plachtění. Také se naučil hrát na klavír a po celý život ho provázela vášeň pro hudbu a operu. V roce 1949 nastoupil v Egyptě na chlapeckou Victoria College, odkud byl však vyloučen, a studium dokončil na americké internátní škole Mount Hermon v Nové Anglii. Bakalářské studium absolvoval na Princetonu v roce 1957, magisterský i doktorský titul získal Said na Harvardu v letech 1960 a 1964.
Až do konce svého života posléze pracoval na Kolumbijské univerzitě, nejprve jako učitel angličtiny a poté jako profesor anglické a komparativní literatury.

## Said a Palestina
Transformace politického smýšlení Edwarda Saida nastala v roce 1967 důsledkem vítězství Izraele v arabsko-izraelské válce. Jedna z příčin Saidova palestinského sebeuvědomění byla také samotná domácí a zahraniční politika Spojených států a neustálý rasismus vůči Arabům, muslimům a Palestincům. Said kritizuje západní žurnalistiku, která se nevyjádřila k problematice sionistického teroru vůči Palestincům. V roce 1977, kdy jen málo Palestinců bylo schopno připustit, že Židé měli na Palestinu historické nároky, řekl: „Nezpochybňuji jejich tvrzení, ale jejich tvrzení vždy znamená palestinské vyvlastnění.“ Jako jeden z mála palestinských spisovatelů zdůvodnil svoji kritiku Izraele, vysvětlil jeho složitý problematický charakter při pronásledování evropských Židů a ohromný dopad sionistické myšlenky na evropské svědomí. V samém roce byl zvolen do Palestinské národní rady, kde odmítal politiku ozbrojeného boje, a kvůli odkazu na holocaust začal uznávat existenci dvou států, tedy Izraele a Palestiny. Tato politika byla přijata na zasedání PNC v Alžíru v roce 1988.
V roce 1989 řekl v interview s magazínem New York, že „situace Palestinců je situace obětí“. Said odmítá terorismus jakékoliv podoby, a to jak ten palestinský, tak i izraelský.
Edward Said byl zároveň kritikem samotného politického stavu Blízkého Východu, konkrétně jeho nedostatku demokracie a zkorumpovanosti tamních vlád. Zároveň usiloval o interakci s Izraelci, což se později projevilo v hluboké přátelství s izraelsko-argentinským pianistou Danielem Barenboinem.
V roce 2002 spolu s Mustafou Barghútím a dalšími palestinskými intelektuály spoluzakládal politickou stranu Palestinská národní iniciativa. Said byl následně sledován FBI.

## Orientalismus
V roce 1978 vydal knihu Orientalismus. „Smyslem orientalismu není „pravdivé“ či „objektivní“ poznání života v Orientu, ale konstrukce mýtů a stereotypů o tomto životě, které měly ukázat jeho odlišnost od života na Západě. Orientalismus je tak konstrukcí Orientu stejně jako představ Západu o sobě samém.“ V knize uvádí, že počátky studií orientalismu jsou odhadovány na začátku 18. století. Zároveň Said zmiňuje, že se samotné dílo snaží poukázat na to, že „evropská kultura získala sílu a identitu tím, že se vydala proti Orientu…“. Vychází z Foucaultových děl Archeologie vědění a Dohlížet a trestat. Prezentuje myšlenku, že orientalismus je postup, kterým Západ Východu vládne, spravuje ho a přetváří. Evropa sílila právě díky svému vymezení vůči Orientu. Přiznává, že při psaní knihy si však uvědomoval, že on sám je „orientálcem“ a během dětství stráveného v britských koloniích se i tak cítil.
Jedním z faktorů, který ovlivnil Orientalismus, byl politický pohled a předsudky vůči arabskému obyvatelstvu a islámu.

Orientalismus je také považován za akademickou disciplínu, kdy se pomocí „-ism ve slově orientalism liší od každé akademické disciplíny…“. Said zároveň považoval různé výzkumy orientalismu částečně jako proces získávání určitého množství znalostí, které západní civilizaci postupně umožnilo rozvoj svého vlivu na Blízkém Východu.
| „                             | Lze dokonce říci, že hlavním rysem evropské kultury je právě to, co zní učinilo kulturu vládnoucí v rámci Evropy i mimo ni, totiž myšlenka nadřazeného postavení Evropy nad všemi neevropskými národy i kulturami. | “ |
| — Said, Edward; Orientalismus | |   |

Orientalismem rozumí hlavně britské a francouzské kulturní aktivity, které v sobě nesly vždy nádech západní převahy. S tímto je spojena i Napoleonova výprava do Egypta, kam byli převezeni odborníci, kteří tento kontinent zkoumali. Podle britského státníka a diplomata Evelyna Baringa, známý také jako Lord Cromer, byli lidé z Orientu či Arabové vnímáni jako „naivní zvířata“ a „vynalézaví lháři“, kteří se nemohou rovnat evropské civilizaci. Ve 20. století se objevuje i tendence americké nadvlády. Said zmiňuje, jak orientalistické názory jsou v dnešním světě běžné. V díle autor naznačil i budoucí vnímání islámu.
| „                             | ...nezáleží na tom, … nakolik se tomu kterému orientálci podaří uniknout z ohrazeného prostoru; vždy bude nejprve orientálcem, pak teprve člověkem a nakonec opět orientálcem. | “ |
| — Said, Edward; Orientalismus | |   |

## Post-koloniální teorie
Post-koloniální teorie studují dopad evropského dobývání na kolonizované země, zabývají se jejich reakcemi vůči koloniálnímu utlačování jejich původní kultury. Teorie se dále zaměřují na to, jaký měla kolonizace vliv např. na jazyk, místní politiku, literaturu apod. Edward Said zdůraznil důležitost zeměpisné role v rámci koloniálních debat, kdy říká, že geografie a místo jsou důležitými znaky nejen pro samotnou kulturu, ale také pro formování identity jedince. Said zmiňuje, že skrze umění a poezii se obyvatelé kolonizovaných zemí snaží ukázat svoji touhu po svobodě. V rámci post-koloniálních teorií přispěl analýzou koloniálního diskurzu, konceptem tzv. světoznalosti, sekulární kritikou, ametérismem a kontrapuntální analýzou.
Kontrapuntální analýzu Said využívá v rámci interpretace koloniálních textů z pohledu kolonizátora a kolonizované země. Pomocí kontrapuntální interpretace zobrazuje texty z různých úhlů pohledů, zároveň korespondují s historickými a biografickými texty. Směřuje k perspektivě imperialismu a vzdoru vůči němu.
Pomocí konceptu světoznalosti se snaží Said podat náhled na roli intelektuálního jedince v současné společnosti. Said dále říká, že je „lidská historie tvořena lidskými bytostmi“. Hlavní myšlenkou Saidovy světoznalosti je schopnost intelektuálních jedinců říct cokoliv, co je pro jejich svět důležité, protože jejich intelekt nemůže být osvobozen od skutečného světa, ve kterém žijí.